# Jim Mooney
James Noel "Jim" Mooney - também conhecido por Jim Mooney e Jay Noel (13 de augusto de 1919 – 30 de março de 2008) foi um artista de história em quadrinhos norte-americano. Jim Mooney trabalhou por longo tempo para a DC Comics e para a Marvel Comics. Assinou Supergirl, Homem Aranha, Capitã Marvel assim como a revista de quadrinhos para adultos The Adventures of Pussycat, entre outros.